# Peel (Man)
Peel je město na západě ostrova Man (britské korunní závislé území mezi Velkou Británií a Irskem). Geograficky leží ve farnosti German, administrativně je ale samostatný. Jde o třetí největší město na ostrově. Sídlila zde automobilka Peel Engineering Company známá především svou výrobou převážně malých vozidel, jako jsou například Peel P50 nebo Peel Trident.